# Han Schröder
Johanna Erna Else Schröder (16 de julio de 1918, Utrecht - 20 de marzo de 1992, Ámsterdam) fue una arquitecta y educadora holandesa. Después de convertirse en una de las primeras mujeres en practicar arquitectura en los Países Bajos, pasó un período prolongado en Estados Unidos enseñando diseño de interiores.

## Primeros años
Schröder vivió en la casa Schröder en Utrecht, junto con su madre, Truus Schröder-Schräder, que también era decoradora de interiores. La casa con paredes móviles fue diseñada en 1924 por Gerrit Thomas Rietveld, quien fue amigo de Schröder y ejerció una importante influencia en su futuro trabajo. Mientras aún era adolescente, Schröder trabajó en el diseño de muebles con Rietveld y con Gerard van de Groenekan. En 1936, asistió al Instituto Federal de Tecnología en Zúrich, Suiza, donde se graduó como arquitecto en 1940.

## Trayectoria profesional
Pasó los años de la Segunda Guerra Mundial en Portugal trabajando para la Cruz Roja y en el Reino Unido. En 1946, regresó a los Países Bajos donde trabajó en el Museo de Arte Moderno de Ámsterdam hasta 1949. Posteriormente trabajó con Rietveld en proyectos de vivienda, escuelas, exposiciones y el Pabellón de Esculturas Sonsbeek. En 1954, Schröder abrió su propia oficina en los Países Bajos siendo una de las dos primeras arquitectas registradas entre unos 3.000 hombres. Los diseños clave incluyeron la Casa Gaastra en Zeist, un centro para niños abandonados en Ellecom, un auditorio para la Academia de Trabajo Social, y Kessler House, un edificio de recreación para trabajadores de la industria del acero.
Después de emigrar a los Estados Unidos en 1963, enseñó diseño de interiores en la Universidad Adelphi y la Escuela de Diseño Parsons antes de ser nombrada profesora en el Instituto de Tecnología de Nueva York. De 1972 a 1987, Schröder fue la arquitecto responsable de la restauración de la Casa Schröder en Utrecht, que ahora es un museo. Dos de sus diseños están en la colección del Museo de Arte Modern de Nueva York. Desde 1981, enseñó en la Virginia Commonwealth University en Richmond, Virginia, hasta su retiro como profesora emérita en 1988. 
Schröder murió en marzo de 1992 en la Clínica Boerhaave en Ámsterdam.